# Franz Uhle-Wettler
Franz Uhle-Wettler (* 30. Oktober 1927 in Eisleben; † 11. Juli 2018 in Meckenheim) war Generalleutnant der Bundeswehr und Militärhistoriker. Er war der ältere Bruder des Brigadegenerals Reinhard Uhle-Wettler und zuletzt Kommandeur des NATO Defense College in Rom. Als geschichtsrevisionistischer Militärschriftsteller schrieb er auch unter dem Pseudonym Ulrich Werner.

## Herkunft und militärische Laufbahn
Franz Uhle-Wettler wurde 1927 als Sohn eines Offiziers in Eisleben geboren. Er wuchs in Ohrdruf, Jena und Eisleben auf, wo er auch die Schule besuchte. Uhle-Wettler war ab 1943 Flakhelfer, danach Seekadett, und blieb bis Dezember 1947 in Kriegsgefangenschaft.
Danach und in den Semesterferien war er als Bergarbeiter auf der Zeche Zollern in Dortmund und der Zeche Monopol in Kamen tätig, bevor er von 1948 bis 1956 an der Philipps-Universität Marburg ein Studium der Neueren Geschichte und der Orientalischen Sprachen aufnahm und Fulbright-Stipendiat an der Denison University (ein Liberal Arts College) in Granville, Ohio war. Zur Ergänzung seiner Studien fuhr er über den Balkan, die Türkei, Iran und Irak mit dem Fahrrad nach Indien und besuchte die Birla Vidya Mandir, eine Wohnschule für Jungen, in Naini Tal, Uttar Pradesh. Afghanistan und Teile Persiens durchquerte er auf dem Rückweg zu Pferd. Mit der Dissertation Staatsdenken und Englandverehrung bei den frühen Göttinger Historikern. Achenwall, von Schlözer, Freiherr von Spittler, Brandes, Rehberg, Heeren wurde er bei Fritz Wagner zum Dr. phil. promoviert. Sein Zweitgutachter war Wolfgang Abendroth (Marburger Schule).
Er trat im Oktober 1956 als Fahnenjunker in die neu aufgestellte Bundeswehr ein und besuchte die Heeresoffizierschule II in Husum. Von 1963 bis 1965 absolvierte er den 6. Generalstabslehrgang Heer an der Führungsakademie der Bundeswehr in Hamburg, wo er zum Offizier im Generalstabsdienst ausgebildet wurde, und hatte verschiedene Verwendungen in Stäben und in der Truppe, unter anderem vom 1. April 1978 bis 25. September 1980 als Kommandeur der Panzerlehrbrigade 9 in Munster, von Oktober 1980 bis September 1982 war er Referent für Einsatzpläne im Supreme Headquarters Allied Powers Europe (SHAPE) in Mons, Belgien und vom 1. Oktober 1982 bis 11. Juli 1984 als Kommandeur der 5. Panzerdivision. Von 1984 bis 1987 war er Kommandeur des NATO Defense College in Rom und Generalleutnant. Nach dieser Verwendung wurde er in den Ruhestand versetzt.
Mit seiner in der Schrift Gefechtsfeld Mitteleuropa, Gefahr der Übertechnisierung von Streitkräften (1980) vertretenen These, die Bundeswehr sei übertechnisiert und deshalb besser zum Angriff als zur Verteidigung tauglich, erregte er Aufsehen.
Er war verheiratet und Vater von drei Töchtern.

## Geschichtsrevisionismus
Als Autor militärhistorischer Bücher, zum Teil unter dem Pseudonym Ulrich Werner, und als Referent verbreitete er geschichtsrevisionistische Thesen. Dabei engagierte er sich für die Verteidigung des SS-Hauptsturmführers Erich Priebke, der 1994 in einem argentinischen Kurort aufgespürt wurde. Er veröffentlichte in rechtskonservativen, neurechten und rechtsextremen Zeitschriften wie Deutsche Militärzeitschrift, Die Aula, Europa Vorn, Criticón, Junge Freiheit, Ostpreußenblatt, Staatsbriefe, aber auch im Spiegel.
Franz Uhle-Wettler war Referent bei der rechtsextremen Berliner Kulturgemeinschaft Preußen.
Unter anderem war er Referent bei der Gesellschaft für freie Publizistik (GfP), nach Einschätzung des Bundesamtes für Verfassungsschutz die größte rechtsextreme Kulturvereinigung in Deutschland.
1995 initiierte er mit anderen rechtskonservativen Publizisten den „Appell 8. Mai 1945 – wider das Vergessen“, der dazu aufforderte, sich im Sinn von Theodor Heuss an diesem Datum daran zu erinnern, dass „wir erlöst und vernichtet in einem gewesen sind“. 2005 wurde der Appell erneut mit einer Anzeige in der Frankfurter Allgemeine Zeitung wiederholt.
1999 kritisierte der Militärhistoriker Bruno Thoß in seinem Buch Uhle-Wettlers Werk Erich Ludendorff in seiner Zeit, mit der Aussage, es falle wegen seiner „apologetischen Tendenz weit hinter den Forschungsstand zurück“.
Franz Uhle-Wettler war Autor des zum Leopold Stocker Verlag gehörenden Ares Verlag, dessen Programm aus rechtskonservativer Literatur mit Schnittpunkten zum Rechtsextremismus besteht.
2001 war er Mitunterzeichner eines weiteren Appells; dieser richtete sich gegen die Entlassung des Oberleutnants der Reserve und führenden Vordenkers der „Neuen Rechten“ Götz Kubitschek aus der Bundeswehr.
Der Historiker Klaus Naumann schrieb 2006 in einer Rezension in der Frankfurter Allgemeinen Zeitung (FAZ) über ihn: „[Franz Uhle-Wettler] ist ein ebenso gebildeter wie unbequemer Beobachter. Von konservativer Grundeinstellung, gehört Uhle-Wettlers Herz dem einfachen Soldaten […], den engagierten Unterführern und Truppenoffizieren.“
2014 war Franz Uhle-Wettler u. a. zusammen mit Günther Deschner, Menno Aden, Albrecht Jebens, Bernd Nossak, Manfred Backerra und Walter Post, Referent auf der extrem rechten Tagung Zeitgespräche in Niederbayern. Diese wurde vom Magazin Deutsche Geschichte des geschichtsrevisionistischen Verlegers Gert Sudholt veranstaltet und gehört in den Bereich der ultrarechten, lange Zeit von Franz Uhle-Wettlers Bruder Reinhard geleiteten „Staats- und Wirtschaftspolitischen Gesellschaft e. V.“ und des „Forums Kultur und Geschichte“.

## Ehrungen
- 1983: Verdienstkreuz 1. Klasse der Bundesrepublik Deutschland
- 1987: Großes Verdienstkreuz der Bundesrepublik Deutschland (1987)

## Veröffentlichungen (Auswahl)
- Leichte Infanterie im Atomzeitalter. Die Gefahr der Übertechnisierung moderner Streitkräfte. Wehr und Wissen Verlags-Gesellschaft, Darmstadt, 1966.
- Gefechtsfeld Mitteleuropa. Gefahr der Übertechnisierung von Streitkräften, Berard und Graefe Verlag, 1980. ISBN 3-7637-5306-0.
- Höhe- und Wendepunkte deutscher Militärgeschichte. Von Leuthen bis Stalingrad. Ares-Verlag, Graz 2006, ISBN 978-3-902475-26-8 (Erstauflage 1984).
- Rührt Euch! Weg, Leistung und Krise der Bundeswehr. Ares-Verlag, Graz 2006, ISBN 3-902475-13-7.
- Kreta und Arnheim. Die größten Luftlandeoperationen des Zweiten Weltkriegs. (gemeinsam mit Arnold D. Harvey). Leopold Stocker Verlag, Graz, Stuttgart 2004, ISBN 3-7020-1051-3.
- Alfred von Tirpitz in seiner Zeit. Mittler, Hamburg 1998, ISBN 3-8132-0552-5 (überarb. Neuaufl. 2008, Ares-Verlag).
- Erich Ludendorff in seiner Zeit. Soldat, Stratege, Revolutionär. Eine Neubewertung. Verlagsgesellschaft Berg, Berg 1996. ISBN 3-86118-051-0.
- Das Versailler Diktat. (Vorwort), Arndt-Verlag, Kiel 1999, ISBN 3-88741-195-1.
- Der Krieg – gestern heute – morgen? Mittler, Hamburg 2001, ISBN 3-8132-0767-6.
- Als Ulrich Werner: Der sowjetische Marxismus. 2., erweiterte Auflage. Fundus Verlag, Darmstadt 1964.
- Gedanken zur Traditionswürdigkeit der Wehrmacht. (PDF; 24 kB) In: Reinhard Uhle-Wettler (Hrsg.): Wagnis Wahrheit. Historiker in Handschellen? Festschrift für David Irving. Arndt-Verlag, Kiel 1998, ISBN 3-88741-199-4, S. 7–12.